# Thief (игра, 2014)
Thief (с англ. — «Вор») — компьютерная игра в жанре стелс-экшен от первого лица, четвёртая по счёту из серии игр Thief, разработанная компанией Eidos Montreal и изданная Square Enix для платформ PC, MacOS X, PlayStation 3, Xbox 360, PlayStation 4 и Xbox One. Thief является полным перезапуском серии игр Thief. Выход игры состоялся в конце февраля 2014 года.

## Сюжет
Пролог. Падение.
Этот город научил меня одному: всё имеет свою цену. Секреты, репутация... жизнь. Доверие? Нет, доверие — это слишком дорого. Хотя, для меня это всё не так важно. В конце концов, когда я вообще за что-нибудь платил?Гарретт
Во время летнего фестиваля мастер-вор Гарретт и его ученица Эрин получают заказ на некий камень Примали, находящийся в замке Норткреста за мостом Олдейл. Казавшееся сперва лёгким, дело принимает опасный оборот, когда воры застают в церемониальном зале самого барона Норткреста и нескольких его приспешников, готовящихся к вызову энергии Примали. Гарретт, заподозрив неладное, решает уйти как можно скорее, но Эрин не желает упускать добычу и залезает на купол здания. В процессе ритуала стекло трескается, Гарретт успевает схватить девушку за руку, но не удерживает её и Эрин падает в центр зала, где находился магический камень. Герой сам теряет равновесие и срывается вниз, но успевает выбросить вверх «коготь» (устройство, напоминающее гарпун), который попадает в ногу Ловца Воров, заметившего воров на крыше. Следует взрыв, и большая часть здания обрушивается.
Глава 1. Блокада.
Гарретт приходит в себя в старой крытой повозке среди ящиков, которую везут в сторону городских ворот двое бродяг. Стража никого не выпускает из города, на улицах хаос, повсюду изможденные и умирающие от Мрака люди. Под крышами домов вешают бунтовщиков и воров. Один из бедняков, стоя на ящике, громко осуждает Барона за его безразличие к жизням простых людей и прославляет некоего Ориона, который «изменит город». Тут же появляется патруль и хватает глашатая, но один из бродяг, везущих повозку, начинает паниковать и вызывает подозрение стражников. Его застреливает арбалетчик, но второй бедняк отвлекает на себя внимание и Гарретт успевает вылезти из телеги и скрыться в темном переулке. Он почти ничего не помнит о том, что случилось в особняке. Пробираясь по крышам города, он узнает, что в городе блокада и установлен комендантский час, а пустые улицы патрулирует Стража Барона.
Ограбив по пути ювелирную лавку, герой добирается до Часовой Башни — своего убежища. Место выглядит заброшенным, часы давно остановились, повсюду пыль и обрывки книжных страниц. Своим присутствием Гарретт потревожил поселившихся в башне птиц, и среди них узнал свою питомицу — сороку по имени Дженивер. Птица села на подоконник возле спичечного коробка и, подтолкнув его к вору, упорхнула. На коробке оказалось послание от Бассо — скупщика краденого и старого друга Гарретта. «Ты где, черт возьми? Зайди ко мне, когда вернешься! — Б.»
Глава 2. Прах к праху.
У Бассо Гарретт узнает, что пропадал где-то целый год. Взяв у скупщика заказ на кольцо некоего Корнелиуса и решив, что ответ может дать Королева нищих — пожилая, слепая женщина, многое знающая о событиях в Городе, герой направляется в её часовню возле кладбища в Морнингсайде (бывшая Часовня Хранителей). Она рассказывает, что после инцидента на крыше особняка Гарретт погрузился в летаргический сон, и её подчинённые вывезли вора из города. Но спустя год, когда начался Мрак, что-то начало будить Гарретта, и его вернули обратно. Напоследок Королева предупреждает: «Берегись — в тени скрываются вещи пострашнее тебя».
Гарретт отправляется на старый литейный завод (ныне превращённый в крематорий), куда увезли труп недавно скончавшегося Корнелиуса. В зале, где осматривали трупы, забирая все ценное, вор видит Генерала (он же Ловец воров), который тоже хочет заполучить кольцо. Генерал заставляет своего подчинённого вырезать вещицу из тела, а потом уходит в свой кабинет. Гарретт проникает в комнату и вскрывает сейф-головоломку с изображением герба Барона. Забрав кольцо, он вспоминает, что во время ритуала Барон называл имя покойного, и мельком видит лежащий на пьедестале камень Примали. Когда видение проходит, дверь в кабинет неожиданно открывается, и на пороге появляется Генерал. В короткой стычке Гарретт выталкивает противника и подпирает дверь стулом, а сам уходит через задний двор завода.
Глава 3. Грязные тайны.
Прошло пять дней. За это время Гарретт наводит порядок в своем убежище и чинит часы. Затем он получает послание от Бассо: «Иди в Чёрный переулок. Надо поговорить с одним клиентом. — Б.». Клиентом оказывается Орион — «глас народа» и лидер Озарённых, стремящийся избавить людей от Мрака и тирании Элиаса Норткреста. Он был тем, для кого Гарретт украл кольцо, а теперь он просит добыть старинную книгу, которую прячут где-то в Доме цветов — местном борделе. Во время разговора с Орионом мимо вора проходит больная девушка, но он слышит крик Эрин и теряет сознание. Придя в себя, Гарретт оставляет пристанище Озарённых и решает отправиться на старую мельницу, где находится убежище Эрин, в надежде найти побольше информации о Доме цветов, так как девушке довелось там побывать.
Проникнув в убежище, Гарретт попадает в иную реальность, где все погружено во тьму, стены и другие вещи оплетены длинными корнями непонятного растения, и освещается только небольшая часть пространства вокруг героя. Там он видит Эрин, которая просит найти ключ от истины, что осталась дома до того, как она получила это имя. Эрин ведёт Гарретта через лабиринт полуразрушенных комнат, и в одной из них вор находит три картины, нарисованные девушкой. Две из них от прикосновения исчезают, но последняя — его портрет — остается. Когда возвращается реальность, Гарретт находит за этим самым портретом тайник, откуда забирает медальон с вырезанными на нём глифами.
В Доме цветов поиски книги вор начинает с покоев мадам Сяо-Сяо, но находит там её дневник, где она описывает «шепчущий коридор» и странный пьедестал. (на заметку: если подниматься по чёрной лестнице с первого этажа на второй, можно увидеть запасной выход; заглянув в замочную скважину, можно подслушать разговор мадам и пришедшего за налогами Генерала). Амулет оказывается ключом, который открывает проход к заброшенной библиотеке, а оттуда в древние руины под городом, где раньше была обитель Хранителей. Там Гарретт видит странное существо, которое стремительно удирает от света факела. Отыскав книгу, вор пробирается мимо стражи, которая обнаружила открытый в библиотеку проход, и вылезает через вентиляционную шахту в одну из комнат борделя. Это оказывается комната, где решил «отдохнуть» за счет заведения Генерал, но Гарретт, воспользовавшись его замешательством, выбегает из помещения и блокирует дверь тростью Ловца воров.
Глава 4. Друг в беде.
7 ночей спустя. Гарретт проверяет стрелы, когда слышит шорох и находит за ящиками раненую Дженивер. Птицу кто-то подстрелил, и Гарретт спешит в лавку Бассо проверить, все ли с последним в порядке, но находит там Ориона, который лихорадочно ищет добытую вором книгу. Генерал арестовал Бассо, и Гарретт требует объяснить, что такого в злополучной находке. Орион говорит, что в ней содержатся древние знания, с помощью которых он хочет искоренить Мрак. Вор открывает тайник, в котором скупщик успел спрятать книгу, но, прежде чем отдавать её, спрашивает, куда увели Бассо. Орион говорит, что он в хорошо охраняемой Крепости, и советует обратиться к некоему Джейкобу за советом, чтобы узнать, как можно туда проникнуть. Получив книгу, мятежник утверждает, что они с Гарреттом во многом схожи, потому что вор тоже несёт перемены и однажды люди поблагодарят его. Гарретт не соглашается, говоря, что Орион плохо знает людей.
В городе нарастают волнения. Ходят слухи, что Крепость вскоре падет от натиска Озарённых, хотя мало кто в это верит. Придя на Грейстоун, Гарретт видит повешенного Джейкоба, но остается ещё один вариант — пробраться в дом архитектора Иствика, построившего Крепость. По дороге он становится свидетелем взрыва на вершине башни. Возле и в особняке собралась стража, посланная Бароном за Иствиком, и Гарретту приходится идти в кабинет архитектора через потайной ход. Как выяснилось, подручный Барона повесился, не желая больше сотрудничать. Гарретт находит план Крепости и сбегает от ворвавшихся стражников по крышам. Развернув карту, он намечает путь внутрь, а также замечает набросок сейфа с последовательностью цифр под рисунком.
К тому времени как Гарретт добирается до входа в Крепость, та уже наполовину охвачена огнём. Проникнув внутрь через вытяжной канал, вор поднимается на тюремный уровень и освобождает Бассо, а сам решает подняться ещё выше — в хранилище с сейфом. Скупщик пытается его отговорить, ведь «за риск никто не заплатит», но Гарретт говорит, что дело не в оплате, это вопрос принципа. Вор почти вскрывает сейф, но тут появляется Генерал и простреливает ему левую кисть. Скрывшись от охраны, Гарретт завершает начатое, но обнаруживает внутри стального хранилища осколок камня Примали. Едва прикоснувшись к нему, вор вновь проваливается в мир, созданный древней энергией, и видит Эрин. Она говорит, что, если Гарретт хочет узнать правду и вспомнить, что произошло год назад, пусть отправляется в приют Мойры, где «хранятся тайны, которые все хотят забыть».
Глава 5. Приют Мойры.
Спустя шесть ночей Гарретт находит Бассо в таверне «Покой Сирены» и просит помочь ему попасть в приют, расположенный на острове за пределами Города. К тому времени Озарённые наводнили улицы и представляли опасность любому, даже Гарретту. Скупщик отвозит героя на своей лодке на остров, попутно рассказывая о том, что в приюте после бунта воцарилась неестественная тишина; несколько лодок приплыли туда, но ни одна не вернулась.
Входные двери оказываются заколочены, и, пока Гарретт ищет другой путь, слышит из окон странные звуки. Потом раздается противный скрип, и главные двери распахиваются. Подозревая, что его кто-то ждет, вор заходит внутрь и попадает в главный холл, откуда поднимается в женское отделение, где содержали Эрин, но оно оказывается закрыто на один из новых замков Барона. Из журнала персонала Гарретт узнает, что один из больных, страдающий клептоманией, украл ключ и спрятал в своем тайнике. Отыскав его в мужском крыле, вор сталкивается с непонятным существом, невидимым для глаз, которое можно заметить только по колебанию воздуха.
В женском крыле Гарретт находит доклад об Эрин, где говорится, что без успокоительного девушка постоянно кричала о тысяче голосов в своей голове и призывала кого-то проснуться. А также находит запись о переводе пациентки в комнату 3F для «отборочных экспериментов». Спустившись в процедурную, Гарретт видит сумасшедших, запертых в комнатах, открывающихся с помощью электричества. Он запускает генератор и нажимает на панели управления аварийную кнопку, открывая все камеры. В комнате 3F перед Гарреттом возникает видение, и он узнает, что Норткрест при содействии докторов пытался извлечь Прималь из Эрин, но из этого ничего не вышло и им пришлось запереть её на тюремном уровне, где она бы не смогла воздействовать на пациентов, которые вели себя агрессивно и неадекватно рядом с девушкой. Минуя освобожденных психов, вор спускается ещё ниже. Тюрьма оказывается сплошь заросшей голубыми светящимися маками и полна странных слепых существ — Выродков, которые, впрочем, очень хорошо слышат и чувствуют Гарретта (даже если смотрят в другую сторону), если тот концентрируется. Открыв проход в коридор, вор видит вырывающихся из камер существ, которые не могут дотянуться до него, но возле выхода они хватают его, утаскивая в темноту…
Гарретт приходит в себя в погруженном во мрак коридоре среди освещающих дорогу цветов, за его спиной все ещё слышны вопли монстров, но, когда вор пытается выбраться оттуда, коридор начинает меняться, и в итоге Гарретт уже не бежит, а падает вниз. Вновь оказавшись в мире Примали, Гарретт видит несколько дверей, за каждой из которых скрыта часть ответов. Он слышит Эрин, которая рассказывает о том, как Прималь изменила людей, превратив их в отвратительных существ, и признается, что всегда мечтала быть похожей на Гарретта. За одной из дверей вор находит девушку, но она оглушает его одним ударом. Далее вор видит глазами Эрин, как во время бунта её забирает Норткрест. Девушка просит помочь ей, и видение исчезает. Очнувшись, Гарретт оказывается перед входом в приют, куда сам неосознанно пришёл. Настало время задать Барону несколько вопросов.
Глава 6. Одиночка.
На следующую ночь Гарретт отправляется через охваченный восстанием город к особняку Норткреста. Оставшиеся защитники Барона готовятся встретить разъяренную толпу. Осторожно проникнув внутрь, Гарретт поднимается на третий этаж, но дальше из-за обвалившейся лестницы вору приходится забираться самому по шахте лифта. На полпути он видит Генерала, тоже участвующего в обороне, с ещё одним стражником. Когда Гарретт заходит в кабинет, Норткрест сперва принимает его за наёмного убийцу, но потом узнает и, понимая за чем тот пришёл, рассказывает вору о своей цели во благо городу подчинить первородную энергию, добытую из глубин земли — Прималь. Лишь немногие могли видеть и чувствовать её. Таких людей называли Пробужденными. И он пытался извлечь энергию из Эрин, потому что она оказывает страшное действие, искажая тело и разум как носителя, так и окружающих, не способных сопротивляться силе Примали. После вопроса Гарретта о местонахождении девушки он добавляет, что её из приюта Мойры забрал его брат Альдус, остальным людям известный под именем Орион. Барон принял его в семью Пробужденных и позволил помочь с ритуалом, но теперь его фанатики пришли за осколком камня. Говорит, что Гарретт, сам того не ведая, достал для него почти все необходимые для нового ритуала компоненты. Но, когда речь заходит о последней детали, Барон замечает, как неестественно светится правый глаз вора из-за попавшего в него осколка Примали. Оказывается, Гарретт и есть последнее недостающее звено.
В этот момент в особняк врываются мятежники, и Норткрест открывает лифт, через который вор спускается вниз. Воспользовавшись суматохой, Гарретт проникает в торжественный зал, так и не восстановленный после взрыва, а там через тайный проход попадает в лабораторию Механистов, где в устройстве за толстыми стеклами закреплен осколок. Увеличив частоту вращений, вор вызывает резонанс в камне и хранилище разрушается. Прикоснувшись к камню, он видит моменты обряда с использованием крови Эрин, и, дезориентированный, падает с платформы на основание хранилища. Когда он лезет обратно, неожиданно появляется Генерал и наступает Гарретту на раненую руку своим протезом (появившимся после инцидента год назад), не позволяя шевельнуться. Он в предвкушении описывает вору его смерть, но Гарретт дотягивается до когтя и бьет Ловца воров в ногу, а затем прыгает в водный поток. Выбравшись по трубам, герой бежит через разрушающийся мост Олдейл и в последний момент успевает спастись.
Глава 7. Тайный город.
Позже ночью в Часовую Башню приходит Королева попрошаек. Женщина говорит, что баланс был нарушен после того, как страх и ненависть Эрин были запечатлены в Примали и осквернили её, превратившись во Мрак. К тому же, энергия не просто вошла в тело девушки, а сделала её частью Города. Если погибнет Эрин — не станет и города. Решив как можно скорее вернуть энергию в камень, Гарретт достает найденные осколки, и они соединяются у него в руках. Но одного все равно не хватает. Вор вспоминает, что видел его однажды у Ориона, но тогда не обратил внимания. Королева сообщает, что лидер Озарённых отправился в старый разрушенный собор Ордена Хаммеритов, где будет проводить ритуал.
Минуя стражу фанатиков, Гарретт пробирается внутрь собора и спускается к руинам тайного города на грузовом лифте, но старый механизм ломается и вор оказывается на несколько уровней ниже. Взобравшись обратно, Гарретт выходит к ротонде, где Орион занимается целительством. Он произносит речь о победе над тиранией Барона и о том, что после обряда помазания все отправятся в путешествие к далеким берегам. Там же на столе лежит Эрин и, когда Гарретт подходит ближе, его правый глаз пронизывает боль. Девушка, до этого лежавшая без сознания, при его приближении открывает глаза и вор начинает видеть все вокруг через призму Примали. Он проходит между собравшимися Озарёнными, которые теперь выглядят как Пробужденные Барона, и забирает у неподвижного Ориона амулет с осколком. Иллюзия исчезает. Альдус замечает Гарретта и требует вернуть камень. Вор пытается вразумить его и говорит, что тела людей не выдержат силу Примали, которой Орион хочет их наделить. Но тот не желает верить и хватает Эрин. Девушка вновь приходит в себя и кричит. С криком вырывается энергия и сбивает с ног всех, кто был на пути. Гарретт поднимается на ноги и хочет догнать уходящего Ориона, но путь ему преграждает появившийся из запасного входа Ловец воров. Далее следует бой, в котором можно убить Генерала или оставить в покое.
Глава 8. Утренний свет.
По туннелям за ротондой Гарретт выходит к морю за старым кварталом, где готов к отправлению «Утренний свет» — корабль, «сбитый из половины доков». Озарённые забрали сходни, но вор пробирается на борт и находит Ориона на дальней части палубы. Тот отступает, не отпуская Эрин, и обвиняет Гарретта в желании самому завладеть Прималью. Вор отвечает, что пришёл только за девушкой, но Орион не слышит его и с яростью фанатика утверждает, что лишь он один достоин власти. В это время дух Эрин отделяется от ослабевшего тела, а Гарретт едва не падает в провал на палубе от нахлынувшей боли. Эрин с помощью Примали убивает Ориона, но не хочет терять обретенную силу и не подпускает к себе Гарретта. Когда же вору все-таки удается к ней приблизиться, девушка отбрасывает его волной энергии, отчего камень вновь раскалывается на кусочки. С трудом собрав осколки, Гарретт тем самым ослабляет Прималь, которая теряет контроль над разумом девушки. Эрин просит завершить начатое, но, едва Гарретт подносит к ней камень, Прималь в последней попытке разрушает стену корабля за спиной Эрин. Вор успевает схватить падающую девушку за руку и активировать книгу, тем самым возвращая энергию в камень. Процесс влияет и на него, забирая оставшуюся частичку, и Гарретт вновь упускает Эрин, но в этот раз успевает бросить ей коготь. Когда он приходит в себя, коготь торчит в балке рядом с ним, а от края провала вглубь корабля ведут мокрые следы босых ног.

## Геймплей
Thief не является продолжением предыдущих частей, так как с выходом Thief была перезапущена серия игр Thief.
Геймплей основан на «выборах». На уровнях перед Гарреттом лежит несколько возможных путей и подходов. Герой может пользоваться особенностями окружающей среды и обкрадывать персонажей. Если охранники и другие NPC заметят, что Гарретт пытается что-то украсть, то ему грозит опасность. Разные NPC по-разному будут искать героя. Искусственный интеллект знаком с дизайном уровней, поэтому его поведение будет моделироваться по различным алгоритмам.

## Игровой мир
Вымышленный мир Thief создан под влиянием эстетики стимпанка и Викторианской эпохи. В отличие от предыдущих частей, отсутствуют группировки Хранителей, Хаммеритов и Язычников. Действия происходят спустя несколько веков после событий последней игры и потому эти организации уже много лет как пришли в упадок и были забыты, хотя старые церкви и Собор Хаммеритов остались как памятник истории. Локации игрового мира схожи с теми, что были в Thief: Deadly Shadows. Также присутствуют глифы, зомби, лечебница для душевнобольных «Приют Мойры» (там можно найти механический глаз «старого» Гаррета), упоминается бог Язычников — Трикстер (Trikster — Искуситель), фигурировавший в первой части игры. Городом правит Барон Норткрест, желающий совершить промышленную революцию. Гарретт живёт в Часовой Башне, а не в съёмной квартире, а сам Город делится на две враждующие группировки: Стража и Озарённые. Важную роль играет магическая энергия Прималь, благодаря которой люди получают сверхспособности, ценой чему становится их рассудок и человеческий облик.

## Разработка игры
В начале 2008 года ходили различные слухи о четвёртой части Thief, которая якобы находилась в разработке. Генеральный менеджер Eidos Montreal Стефан Д’Асту в интервью, посвящённом игре Deus Ex: Human Revolution, обмолвился, что второй по важности бренд компании, чей сайт «начинается на букву 'T'», получит дальнейшее развитие «где-нибудь в следующем году» или около того.
11 мая 2009 года информация об игре была официально раскрыта, а Д’Асту на главной странице писал, что разработка новой Thief на данный момент находится в самом начале.
5 марта 2013 года компания Eidos Montreal официально анонсировала перезапуск серии игр Thief
После выхода игры 27 сотрудников Eidos Montreal, которые разрабатывали Thief, были уволены. Руководство издательства сократило штат после достаточно низких оценок, которыми игровая пресса наградила стелс-экшен Thief.

## Комиксы
Издательством Dark Horse было выпущено 4 части комиксов. В них рассказывается о встрече Гаррета и Эрин (как приквел) и о нескольких событиях, связанных с Бассо после исчезновения Гаррета.

## Критика
| Сводный рейтинг       | Сводный рейтинг                           |
| Агрегатор             | Оценка                                    |
| --------------------- | ----------------------------------------- |
| GameRankings          | (PS4) 66,59 % (XONE) 70,59 % (PC) 69,26 % |
| Metacritic            | (PS4) 69/100 (XONE) 69/100 (PC) 69/100    |
| Иноязычные издания    |                                           |
| Издание               | Оценка                                    |
| Destructoid           | 7,5/10                                    |
| Edge                  | 7/10                                      |
| EGM                   | 3,5/10                                    |
| Game Informer         | 8/10                                      |
| GameSpot              | 6/10                                      |
| GamesRadar+           | [ 16 ]                                    |
| GameZone              | 6,5/10                                    |
| IGN                   | 6,8/10                                    |
| Joystiq               | [ 19 ]                                    |
| Polygon               | 6/10                                      |
| Русскоязычные издания |                                           |
| Издание               | Оценка                                    |
| PlayGround.ru         | 6,8/10                                    |
| Riot Pixels           | 65 %                                      |
| «Канобу»              | 6/10                                      |

Основываясь на мнении игровых критиков, игра получила следующие оценки: GameRankings и Metacritic дали 66,59 % и 69/100 версии игры для PlayStation 4, 70,59 % и 69/100 версии для Xbox One, и 69,26 % и 69/100 версии для Windows.
Летом 2018 года, благодаря уязвимости в защите Steam Web API, стало известно, что точное количество пользователей сервиса Steam, которые играли в игру хотя бы один раз, составляет 1 313 521 человек.

## Сиквел
На официальной пресс-конференции OXM Ник Кэнтин из Eidos Montreal намекнул на возможное продолжение Вора:

Ни о чём ещё не объявляем, но мы видим, как люди мечтают о продолжении.

Мы построили действительно большую вселенную вокруг первой игры, и есть ещё много мыслей к ней — мир действительно большой.
В ответ на это, Дэвид Анфосси, глава Eidos Montreal, саркастически написал в своем Твиттере, что кроме названия «Thief 5» нет ничего — ни команды, ни бюджета.